# 徐露
徐露（1941年—），台灣京劇演員，工旦行，師承白玉薇、朱琴心等。基督徒。

## 生平
經齊如山推薦，進中華民國空軍大鵬劇隊學生班學京劇表演藝術，專攻青衣，成為大鵬劇藝實驗學校（小大鵬）第1期青衣。
1961年主演京劇電影《梁紅玉》。
1986年跟第一任丈夫清華大學教授王企祥離婚。1987年，宣布退出舞台，告別觀眾。1988年嫁給沈之岳。